# Louis Borel de Brétizel
Pour les articles homonymes, voir Famille Borel de Brétizel et Borel.
Louis Auguste René Borel de Brétizel, né à Paris le 14 novembre 1843 et mort à Lafresguimont-Saint-Martin le 19 février 1932, est un contre-amiral français.

## Biographie
Louis Borel de Brétizel est le fils du général René-Léon Borel de Brétizel, officier d'ordonnance et aide de camp du duc de Nemours, et de Louise Marie Théodore de Cacqueray de Saint-Quentin, et le petit-fils de Durand Borel de Brétizel. Il eut pour parrain et marraine le duc et la duchesse de Nemours. 

### Carrière militaire
Après une préparation au collège Sainte-Barbe, il est admis à l'École navale et entre au service en 1860 sur le Borda. Aspirant de 2e classe en août 1862.
Il sert en mer de Chine sur la frégate Sémiramis et prend part aux campagnes de Chine, de Cochinchine et du Japon où il se distingua dans l'expédition de Simonisaki en 1864. Embarqué en 1864 sur la Dordogne, il passe aspirant de 1er classe en septembre 1864. En juillet 1865, il passe sur l'aviso à vapeur Bisson (division navale des Côtes-du-Nord), sous le commandement du capitaine de vaisseau Ducrest de Villeneuve.
Promu enseigne de vaisseau en septembre 1866, il passe sur l'Aveyron et participe à la campagne du Mexique. Servant dans la division navale du Levant, il fait la campagne du Levant.
En 1869, il suit les cours du bataillon des fusiliers marins à Lorient et les cours à l'École de tir de Châlons.
Lieutenant de vaisseau en juin 1870, il passe dans l'escadre du Nord. Il dirige la compagnie de débarquement de son bâtiment à Carentan. En juin 1871, il fait campagne à l'armée de la Loire et à l'armée de Versailles dans les fusiliers marins. Il prend part aux batailles de Fréteval et du Mans, et se trouve blessé aux barricades du Panthéon en mai 1871.
Attaché au Dépôt des cartes et plans de la Marine à l'Observatoire de Montsouris en octobre 1875.
En juillet 1876, il est nommé adjoint à l'attaché naval de Londres, le capitaine de frégate de La Tour du Pin, puis le capitaine de frégate de Cuverville. Il est désigné en mai 1878 pour assister aux expériences de lancements des torpilles Whitehead.
En mars 1880, il prend le commandement de l'aviso à vapeur Adonis, puis en mars 1880 de l'Indre, dans la station navale de Terre-Neuve où il fera deux campagnes.
D'octobre 1881 à octobre 1883, il est secrétaire de l'amiral Krantz, commandant en chef de l'escadre d'évolutions de la Méditerranée.
Promu capitaine de frégate en décembre 1883, il devient second du capitaine de vaisseau Miet sur le croisette Dupleix en mars 1884. Il devient premier aide de camp de l'amiral Duperré, commandant en chef de l'escadre d'évolutions, en 1884. L'année suivante, il est nommé commandant de l'aviso Bouvet (division navale de l'Atlantique Nord).
En 1888, il devient chef d'état-major de l'amiral Bergasse du Petit-Thouars, commandant en chef et préfet maritime du 5e arrondissement maritime, puis son premier aide de camp quand ce dernier prit le commandement de l'escadre de la Méditerranée occidentale et du Levant en 1889.
Capitaine de vaisseau le 1er février 1890, il est nommé directeur des défenses sous-marines du port de Cherbourg.
Le 3 février 1892, il prend le commandement du cuirassé Triomphante et devient chef d'état-major de l'amiral Edgar Humann, commandant la division navale d'Extrême-Orient. Il s'y distingua au blocus du Siam en 1893.
En octobre 1894, il est nommé adjoint au comité des inspecteurs généraux.
Il devient commandant du croiseur Davout le 20 septembre 1895, puis du croiseur Pascal le 20 mai 1896. Envoyé dans l'escadre d'Extrême-Orient, il se distingue dans la baie de Kouang-Tchéou-Wan.
En 1898, il devient membre des commissions des machines et du grands outillages, et président de la commission des recettes.
Il est nommé chef d'état-major de l'amiral Pierre Ménard (1837-1902), commandant en chef de l'escadre du Nord en 1900.
Promu contre-amiral en novembre 1901, il devient chef d'état-major du 1er arrondissement maritime à Cherbourg le 6 janvier 1902, puis major général de la Marine du 1er arrondissement maritime à Cherbourg en 1903.

### Mariages et descendance
Louis de Brétizel contracte un premier mariage à Dijon le 21 avril 1881 avec Madeleine de Blic (Dijon, 1860 - 1885), fille de Philippe Emmanuel de Blic, ancien élève de l'école Polytechnique, officier au corps d'Artillerie navale, et de Denise Clérel de Tocqueville. Elle était la petite-fille d'Hervé Clérel de Tocqueville, préfet, pair de France sous la Restauration, la nièce d'Hippolyte Clérel de Tocqueville, député puis sénateur de la Manche, et celle d'Alexis Clérel de Tocqueville, essayiste, député ; la tante de l'amiral Charles de Blic. Deux filles sont issues de ce premier mariage.
Veuf, il se remarie en 1887 avec Marguerite Tissot de La Barre de Merona (1858 - 1931), fille d'Henri Tissot de La Barre de Merona et de Pauline Emmery de Grozyeulx. Elle est une descendante de Jean-Baptiste de Nompère de Champagny, duc de Cadore et la petite fille de Jacques Emmery de Grozyeulx. Ce second mariage reste sans descendance.
Dont, du premier mariage :
- Madeleine Borel de Brétizel (Dijon, 16 mai 1882 - Versailles, 9 juillet 1955), mariée à Montmarquet le 28 novembre 1904 avec André Bosquiillon de Jenlis (1875-1920), dont postérité, dont Gonzague Bosquillon de Jenlis  ;
- Louise Borel de Brétizel (Cherbourg, 11 octobre 1883 - Versailles, 25 avril 1943), mariée à Paris 7e les 16 et 18 juin 1908 avec le vicomte Gustave du Passage (1878-1961), dont postérité.

## Distinctions
- Commandeur de la Légion d'honneur (15 juillet 1905)[4]
- Médaille coloniale
- Médaille commémorative de l'expédition du Mexique (1862)